# Piotr Stolípin
Piotr Arkádevitch Stolyípin (em russo:  Пётр Аркадьевич Столыпин) (14 de abril (de acordo com o antigo calendário, 2 de abril) de 1862, em Dresden, Saxônia – 18 de setembro (de acordo com o antigo calendário, 5 de setembro) de 1911) foi um político russo. Serviu como Presidente do Conselho de Ministros — o equivalente a primeiro-ministro da Rússia — de Nicolau II, de 1906 a 1911. O seu mandato foi marcado por tentativas de reprimir grupos revolucionários, bem como por ter canalizado grandes esforços para realizar reformas agrárias. Stolyípin esperava, através de suas reformas, obstruir as intranquilidades dos camponeses, criando uma classe de pequenos proprietários de terra. Ele é usualmente citado como um dos maiores estadistas da Rússia Imperial, com um programa político claramente definido e determinação de empreender importantes reformas.

## Governador e Ministro do Interior
Em 1902, Stolyípin foi apontado governador de Grodno, onde foi a pessoa mais jovem alguma vez apontada para essa posição. Em seguida, ele tornou-se governador de Saratov, onde ficou conhecido pela supressão de agitações camponesas em 1905, ganhando a reputação de ser o único governador capaz de manter um firme controle da província nesse período de revoltas difundidas. Stolyípin foi o primeiro governador a usar efetivos métodos políticos contra os suspeitos de causarem problemas, e muitas fontes sugerem que ele tinha um registro político de todos os homens adultos da província. Seu sucesso como governador provincial, levou a ser apontado Ministro do Interior abaixo de Ivan Goremykin.

## Primeiro-Ministro
Alguns meses depois, Nicolau II apontou Stolyípin para substituir Goremykin como Primeiro Ministro. A Rússia em 1906 foi infestada por distúrbios revolúcionários e havia muitos descontentes entre a população. Organizações esquerdistas estavam travando campanhas contra a autocracia e tinham grande suporte; por toda a Rússia oficiais da polícia e burocratas estavam sendo assassinados. Para responder a esses ataques, Stolyípin introduziu um novo sistema na corte, que permitia aos presos, um rápido julgamento das acusações de infração. Mais de 3000 suspeitos foram condenados e executados por essas cortes especiais entre 1906-1909. E consequentemente, as forças ganharam o apelido 'Gravata de Stolyípin'.
Dissolveu a Primeira Duma em 22 de julho (de acordo com Antigo Calendário, 9 de julho), depois da relutância da maioria dos membros radicais de cooperarem com o governo, e pedidos de reforma agrária. Para aprovar a divergência à repressão, Stolyípin também esperava remover algumas das causas do descontentamento entre o campesinato. Assim, introduziu importantes reformas agrárias. Stolyípin também tentou melhorar as vidas dos operários urbanos e trabalhou na direção de aumentar o poder dos governos locais.
Em julho de 1906, Stolyípin foi eleito primeiro-ministro. Visou criar uma classe de camponeses moderadamente próspera, que seria o suporte da ordem social.
Stolyípin mudou a natureza da Duma na tentativa de fazer com que as leis propostas pelo governo fossem aceitas. Depois de dissolver a Segunda Duma em junho de 1907, ele mudou o peso dos votos mais a favor da nobreza e classes ricas, reduzindo o valor dos votos das classes baixas. Isso afetou as eleições para a Terceira Duma, que elegeu muitos membros conservadores, que concordavam mais em cooperar com o governo.
Na primavera de 1911, Stolyípin propôs um projeto de lei, que não foi aceito – sugerindo a sua abdicação. Ele propôs a expansão do sistema de zemstvo para as províncias do sudoeste da Rússia, que foi originalmente aceito por uma pequena maioria, mas os inimigos partidários de Stolyípin derrotaram-no. Mais tarde, ele demitiu-se do cargo de primeiro-ministro da Terceira Duma.
Lenin temia que Stolyípin fosse bem-sucedido em ajudar a Rússia a evitar uma violenta revolução. Muitos líderes políticos alemães receavam que uma transformação econômica com êxito da Rússia, minasse a posição dominante da Alemanha na Europa no espaço de uma geração. Muitos historiadores acreditam que os líderes alemães em 1914, escolheram provocar uma guerra com a Rússia czarista, em ordem de vencê-la, antes que esta ficasse muito forte[carece de fontes?].
Na outra mão, o czar não deu a Stolyípin apoio sem reservas. De fato,  acredita-se que sua posição na corte já era seriamente manchada na época de seu assassinato em 1911[carece de fontes?]. As reformas de Stolyípin não sobreviveram à confusão da Primeira Guerra Mundial, da Revolução de Outubro e da Guerra Civil Russa.

## Assassinato
Em setembro de 1911, Stolyípin viajou até Kiev, a despeito das advertências da polícia, de que um plano de assassinato estava em andamento. Ele viajou sem guarda-costas e até mesmo recusou-se a vestir colete a prova de balas.
Em 14 de setembro (de acordo com o antigo calendário, 1 de setembro) de 1911, enquanto assistia a apresentação do Conto do Czar Saltan de Rimsky-Korsakov na Ópera de Kiev, na presença do czar e de sua família, Stolyípin foi baleado duas vezes, no braço e no peito por Dmitri Bogrov, que era um esquerdista radical e agente da Okhrana. Foi informado que Stolyípin ergueu-se friamente da cadeira, removeu as luvas e desabotoou a jaqueta, expondo o colete ensopado de sangue. Caiu da cadeira e gritou ‘Estou feliz por morrer pelo czar’, antes de acenar ao czar em seu camarote Imperial para remover a segurança. O czar Nicolau permaneceu em sua posição, e em um último gesto teatral, Stolyípin o benzeu com um sinal da cruz. A manhã seguinte, o aflito czar ajoelhou-se ao lado da cama de Stolyípin, no hospital e repetiu a palavra ‘Perdoe-me’. Stolyípin morreu quatro dias depois de ter sido baleado. Bogrov foi enforcado dez dias após o assassinato; a investigação judicial foi interrompida pela ordem do czar Nicolau II. Isso fez aumentar as sugestões de que o assassinato foi planejado, não por esquerdistas, mas por monarquistas conservadores que temiam as reformas de Stolyípin e sua influência sobre o czar, apesar disso nunca ter sido comprovado. Stolyípin foi enterrado no Monastério Pechersk (Lavra) em Kyiv, Ucrânia.

## Legado
As opiniões sobre o trabalho de Stolyípin são divididas. Na atmosfera ingovernável da Revolução Russa de 1905, ele suprimiu violentas revoltas e a anarquia. Contudo, sua reforma agrária durou mais do que o prometido. A frase de Stolyípin "Apostar no forte" é maliciosamente mal interpretada. Stolyípin e seus colaboradores (proeminentemente o Ministro da Agricultura Alexander Krivoshein e o agrónomo dinamarquês Andrei Andreievich Køfød) tentaram o possível para dar a muitos camponeses a chance de sair da pobreza, promovendo a consolidação de empreendimentos, introduzindo facilidades bancárias para os camponeses e estimulando a emigração das áreas aglomeradas a oeste, para terras virgens no Cazaquistão e na Sibéria meridional. De acordo com Anne Applebaum, ele "deu seu nome aos carros cattle (Stolyípinki), em que prisioneiros eram transportados a Sibéria".